# Епіольмеки

Область епіольмеків

Епі-ольмеки або Після-ольмеки — археологічна культура, що існувала після занепаду ольмекської цивілізації. Її розквіт припав на 300 до н. е. — 250 н. е. Була нащадками ольмеків, тому в дослідників отримала свою назву: «епі» з грецької мови означає «після». Розташовувалася на території центральної частини штату Веракрус (Мексика). Мають також іншу назву «Істмійська культура».

## Історія
Розташовувалася в басейні річки Папалоапан. Піднесення епіольмекських міст на західному кордоні ольмеків збігається зі зменшенням населення на сході ольмекської культури та її занепадом в цілому, тобто десь між 400 та 300 роками до н. е. Цей процес не був різким, епіольмеки постали внаслідок тривалої трансформації суспільства. На думку деяких дослідників епіомельки утворилися в результаті змішання ольмеків, що лишилися, та новоприбулих племен. Втім це питання залишається дискусійним.
Трес-Сапотес, один з найбільших ольмекських археологічних пам'яток, продовжував існувати за епіольмеків. В часи епіольмеків найбільшими поселеннями були Трес-Сапотес та Серра де-лас-Месас, менш важливими — Ель-Месон, Лердо-де-Техада, Ла-Мохарра, Бесубаан, Чуніан-де-Абахо.
Найбільше піднесення спостерігається у період з 100 року до н.е до 250 року н. е. До 250 року до н. е. культури епі-ольмеків потіснила класична культура Веракрус. Рештки епіольмекських поселень існували до 500 року н. е.

## Писемність і мова
Епіольмеки розвинули писемність на основі ольмекської, значно її вдосконаливши. Завдяки цьому з'явилась одна з найперших месоамериканських писемностей, відома як «писемність Ла-Мохарра» (за одним з міст епіольмеків) або «епіольмекська писемність». Вона близька до писемності мая, втім на сьогодні практично не дешифрована. Деякі вчені розглядають епіольмекську писемність перехідною між ольмекською та маянською.
Загалом відомо 9 текстів ольмекською мовою, викарбуваних на кам'яних стелах і одній статуї. Найдавніший взірець повного тексту міститься на Трес-Сапотецькій стелі, що датується 32 роком до н.е. Відомі також фрагментарні написи, датовані 300 роком до н.е. Тексти описують астрономічні явища та діяльність царів, зокрема здійснення ними ритуальних кровопускань.
У 1997 році Джон Джастесон і Терренс Кауфман запропонували дешифрування епіольмекської писемності, за що у 2003 році отримали грант Гуггенґайма. Проте вже у 2004 році правильність дешифрування оскаржили Стівен Х'юстон і Майкл Коу, які марно спробували застосувати дешифрування Джастесона і Кауфмана до раніше невідомих епіольмекських написів.
Вважається, що епіомельки розмовляли однією з мов міше-сокеанської групи.

## Державне управління
На чолі міст-держав стояли володарі, проте їх влада обмежувалася радою знаті. Стосовно станів та верств населення в епіольмекських містах-державах на сьогодні замало відомостей.

## Економіка
Основу господарства становили землеробство, полювання, рибальство і торгівля. Торгівля замість центральних регіонів Месоамерики в часи епіольмеків переорієнтувалася на Теуантепекський перешийок. Вивозилися предмети розкоші, бавовняний одяг, найбільшу статтю імпорту становив обсидіан.

## Календар, цифри і довга лічба
Від ольмеків успадкували складний календар. Водночас одними з перших застосовували при його використанні принцип довгої лічби (довгого рахунку), який з часом набув свого розвитку в математиці мая. Вважаються, що вони першими застосовували записи цифр в математиці через «крапку» і «риску» для запису часу. Застосування календаря дослідники також пов'язують з доволі високим рівнем знань в астрономії.

## Скульптура
Основним видом були стели й вівтарі. Використовувалися мотиви мистецтва часів ольмеків. Процес переходу від суто ольмекської культури до епіольмекської був поступовий.
Для епі-ольмеків характерно виконання базальтових монументів і стел з меншою майстерністю, грубіше, з гіршим промальовуванням деталей, ніж пам'ятники з ольмекських міст. Водночас якість скульптури в епіольмеків перевершувала всі скульптурні техніки сучасних їм культур.
В епіольмеків стели зображують історичні події за участю правителів. При цьому зображувалось жертвоприношення на честь перемог або свят, піддані представлені маленькими. Подібні ж монументи згодом стали звичайним явищем в культурі мая.

## Кераміка
Зберігаються традиції гончарства та створення непобутової кераміки. При цьому керамічні фігурки мають менше реалістичних деталей на відміну від періоду ольмеків.

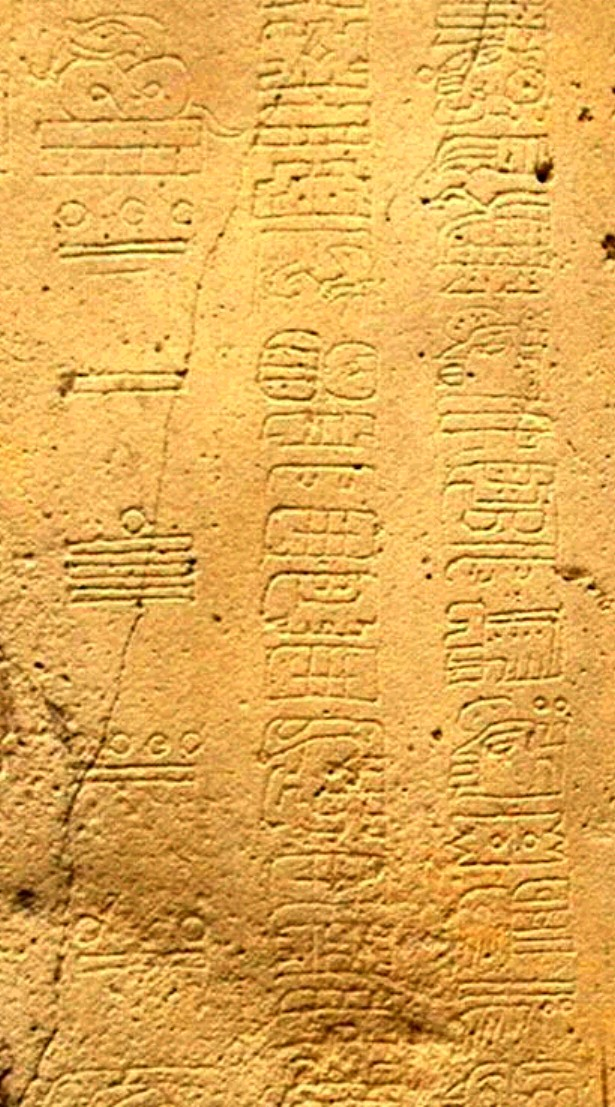
Стела з довгою лічбою Ла-Мохарра
Трес-Сапотес
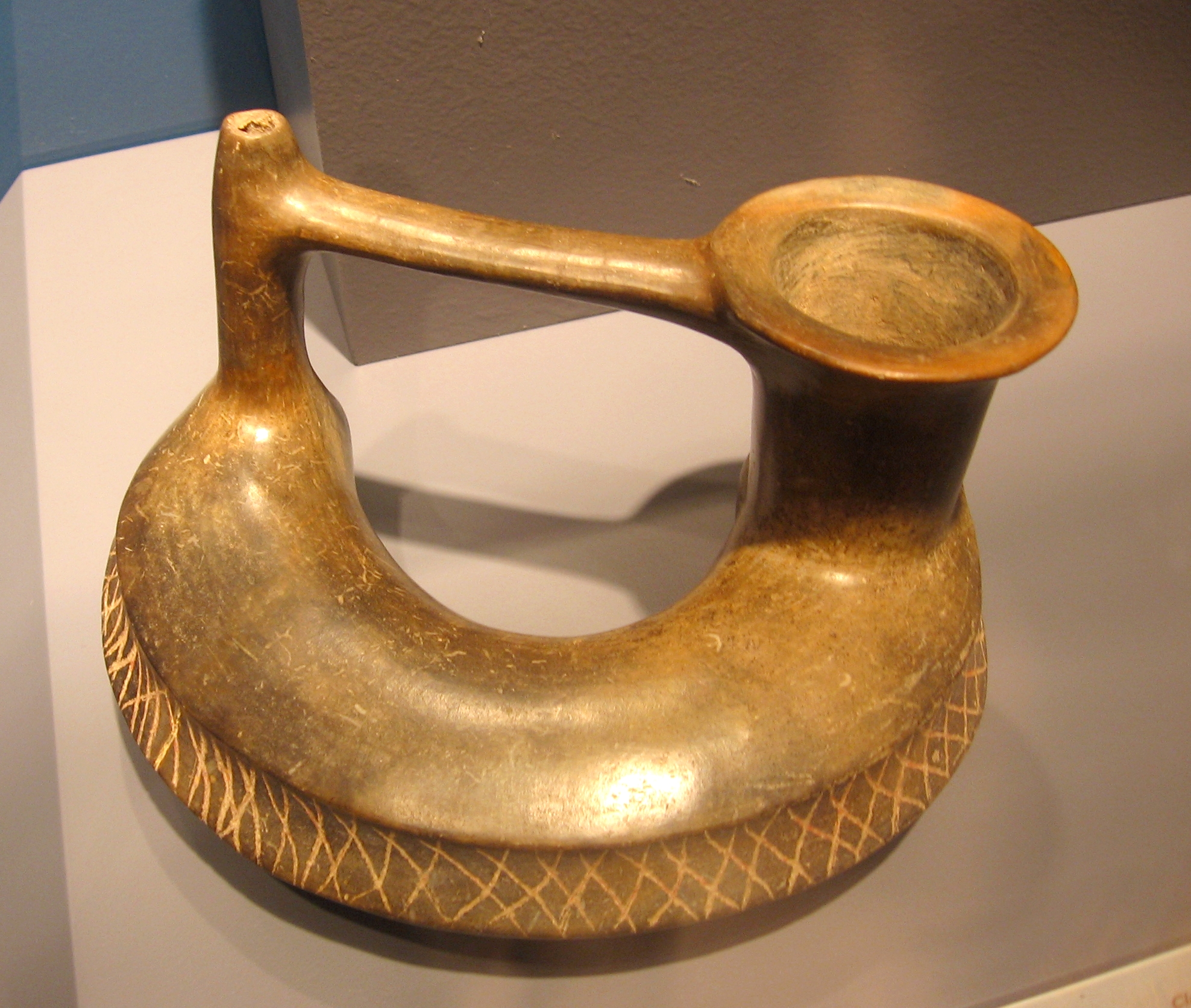
Посуд епіольмеків
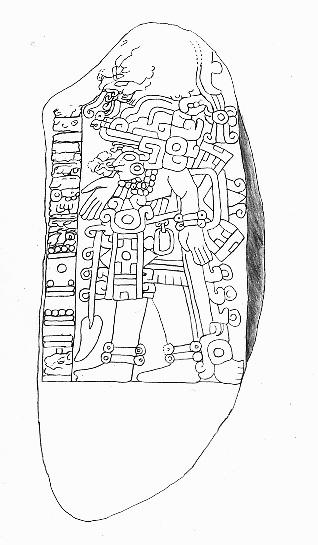
Стела. Серра де-лас-Месас